# Vitis tiliifolia
Vitis tiliifolia är en vinväxtart som beskrevs av Humb. & Bonpl. och Roem. & Schult.. Vitis tiliifolia ingår i släktet vinsläktet, och familjen vinväxter. Inga underarter finns listade i Catalogue of Life.